# Fuirena tuwensis
Fuirena tuwensis là loài thực vật có hoa trong họ Cói. Loài này được M.B.Deshp. & Shah mô tả khoa học đầu tiên năm 1969.